# Municipio de Brazeau
El municipio de Brazeau (en inglés: Brazeau Township) es un municipio ubicado en el condado de Perry en el estado estadounidense de Misuri. En el año 2010 tenía una población de 1100 habitantes y una densidad poblacional de 6,24 personas por km².

## Geografía
El municipio de Brazeau se encuentra ubicado en las coordenadas 37°38′31″N 89°34′21″O / 37.64194, -89.57250. Según la Oficina del Censo de los Estados Unidos, el municipio tiene una superficie total de 176.26 km², de la cual 164,63 km² corresponden a tierra firme y (6,6 %) 11,63 km² es agua.

## Demografía
Según el censo de 2010, había 1100 personas residiendo en el municipio de Brazeau. La densidad de población era de 6,24 hab./km². De los 1100 habitantes, el municipio de Brazeau estaba compuesto por el 99,45 % blancos, el 0,09 % eran afroamericanos, el 0,09 % eran amerindios y el 0,36 % eran de una mezcla de razas. Del total de la población el 0 % eran hispanos o latinos de cualquier raza.